# Olika, Koper
Olika je naselje v Slovenski Istri, ki upravno spada pod Mestno občino Koper.